# Ali Bencheikh
Ali Bencheikh (àrab: علي بن شيخ)  (El M'hir, 9 de gener de 1955) és un exfutbolista algerià de les dècades de 1970 i 1980.
Fou internacional amb la selecció d'Algèria amb la qual participà en la Copa del Món de futbol de 1982.
Pel que fa a clubs, destacà a MC Alger.